# Andrea Fuentes
Andrea Fuentes Fache (ur. 7 kwietnia 1983 w Valls, Tarragona) – hiszpańska pływaczka synchroniczna, medalistka olimpijska, mistrzyni świata, 5-krotna mistrzyni Europy.

## Kariera sportowa
Jest drużynową złotą medalistką z Szanghaju. Na Mistrzostwach Europy zdobyła trzy złote medale, dwa drużynowo i jeden w duecie wraz z Gemmą Mengual. Dwa lata później w Budapeszcie obroniła żadnego tytułu wywalczonego dwa lata wcześniej. Zdobyła 4 srebrne medale: 2 drużynowo, 1 w duecie i 1 solo. Na następnych Mistrzostwach Europy wywalczyła drużynowo dwa złota, wraz z Oną Carbonell srebro w duecie i srebro solo z wynikiem 95.900 pkt. Na igrzyskach olimpijskich zdobyła do tej pory 4. medale. Dwa srebrne medale podczas igrzysk olimpijskich w Pekinie, jeden drużynowo, a drugi wraz z Gemmą Mengual. W Londynie wywalczyła brąz z drużyną i srebro z Oną Carbonell.